# Сичеро, Алехандро
Алехандро Энрике Сичеро Конарек (исп. Alejandro Enrique Cíchero Konarek; род. 20 апреля 1977, Каракас) — венесуэльский футболист, защитник, выступавший за различные клубы по всему миру и за сборную Венесуэлы.

## Клубная карьера
Алехандро Сичеро, будучи воспитанником венесуэльского клуба «Трухильянос», также играл в баскетбол на профессиональном уровне. Дебютировал же во взрослом футболе Сичеро в 1995 году за всё тот же «Трухильянос». В 1997 году он перебирается в португальскую «Бенфика», где отыграл всего 4 матча за неё. После этого Сичеро выступал за клубы со всего мира: итальянский «Кальяри», уругвайские «Сентраль Эспаньол», «Серрито» и «Насьональ», болгарский «Литекс», китайский «Шаньдун Лунэн», колумбийский «Мильонариос» и венесуэльские «Депортиво Италчакао», «Каракас» и «Депортиво Ансоатеги». В 2008 году Сичеро стал чемпионом Китая, а в 2010-м — Венесуэлы. Кроме того он входил в состав обладателей кубков Болгарии, Венесуэлы и Колумбии.

## Международная карьера
7 мая 2002 года в товарищеском матче против сборной Колумбии Сичеро дебютировал за сборную Венесуэлы. Сичеро провёл за неё 47 матчей, забив 2 года. Он принимал участие в матчах Кубков Америки 2004 и 2007 годов.

## Достижения
Командные
«Литекс»
- Обладатель Кубка Болгарии — 2007/08

«Шаньдун Лунэн»
- Чемпион Китая — 2008

«Каракас»
- Чемпион Венесуэлы — 2009/10
- Обладатель Кубка Венесуэлы — 2009

«Мильонариос»
- Обладатель Кубка Колумбии — 2011